# Älgfrode
Älgfrode (isländska elgfróði) är en varelse i fornaldarsagorna i fornnordisk litteratur. Älgfroden ser ut som en blandning av älg och människa. Vanligen har älgfroden en människans överkropp och en underkropp med två långa älgben. Älgfrodar är en nordisk motsvarighet till kentaurerna i grekisk mytologi. Älgfrodar är ett skogslevande folk.
Bärsärken Bödvar Bjarke ska enligt Hrólfssaga Kraka ha haft en farbror vid namn Älgfrode. Denne ska ha varit mycket stark. När Älgfrode prövade sin lillebrors styrka (Bödvars far) och fann den otillräcklig tappade han blod ur sitt ena älgben och gav till brodern att dricka.